# アイオワ州議会
座標: 北緯41度35分28秒 西経93度36分14秒 / 北緯41.591度 西経93.604度
アイオワ州議会（アイオワしゅうぎかい、英語: Iowa General Assembly）は、アメリカ合衆国アイオワ州の立法府。合衆国議会と同じく二院制で、上院はアイオワ州議会元老院、下院はアイオワ州議会代議院で構成される。上院は4年任期、下院は2年任期である。総会は、1857年に州都がデモインに移されて以来、デモインのアイオワ州議会議事堂内に招集される。議会は毎年1月の第2月曜日に招集される。

## 構成
定数50の上院、定数100の下院から構成される。アイオワ州議会は、2020年米国国勢調査によると、上院議員1名は約63,848名、下院議員1名は約31,924名の市民を代表している。 現在の選挙区割りは、2022年の選挙と第90議会のために、2021年11月4日に制定された。
共和党は現在、上院で3分の2の超多数派を占めている。